# Kaffegrotta

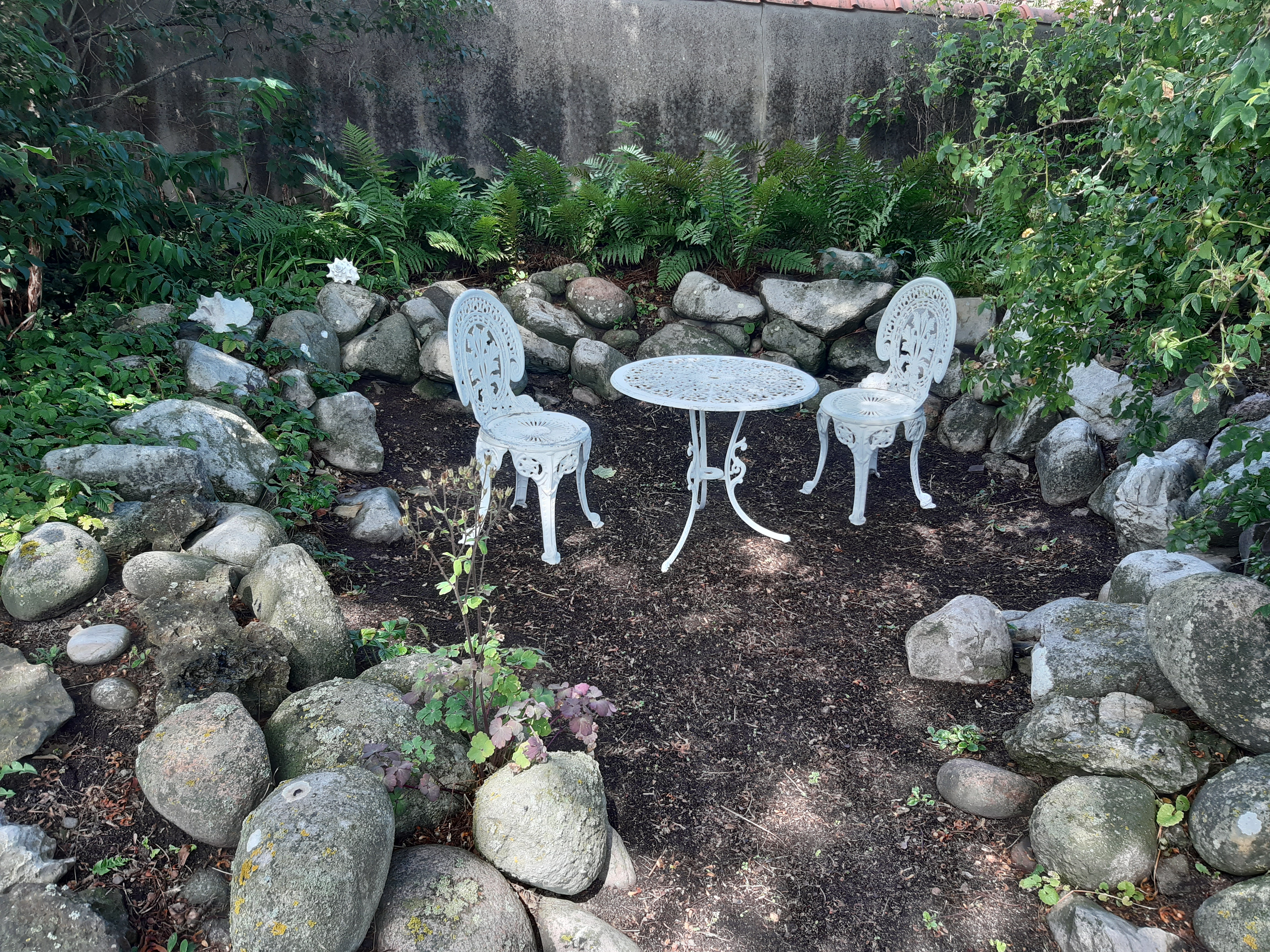
Rester av en kaffegrotta i Brantevik.

Kaffegrotta betecknar en plats i trädgården byggd av stenar och avsedd att dricka kaffe i. 

## Historik
Kaffegrottor började byggas under andra halvan av 1800-talet då vissa bönder började få det lite bättre ställt och därför kunde skapa trädgårdar som inte bara innehöll nyttoväxter utan även var till för familjens rekreation. De flesta kaffegrottor finns förmodligen i sydöstra Skåne med viss spridning norrut längs ostkusten. 
Varifrån impulsen till kaffegrottor kom eller vilken som var den främsta motivationen för enskilda familjer att bygga sådana är inte klarlagt. Förmodligen ville man ha en plats som skyddade mot vind och insyn, samtidigt som dekorationen av kaffegrottan kunde bidra till spännande samtal. 

## Utformning
Den är cirkelformad med en öppning, ibland byggd mot en jordvall och ibland nersänkt i marken. Stenarna i muren runtomkring är ofta utvalda för att de är vackra eller ovanliga. Ibland dekoreras muren också med till exempel snäckor. Ofta är den placerad i skuggan av något vackert lövträd. Man har funnit kaffegrottor vars golv är lagt med äldre gravstenar.
På Östarp, som hör till Kulturen i Lund, finns en kaffegrotta som kan besökas av allmänheten.